# Крейер, Георгий Карлович
Гео́ргий Ка́рлович Кре́йер (1887—1942) — русский и советский лихенолог, растениевод.

## Биография
Родился в Петербурге 26 ноября 1887 года, отец — полевод, латышского происхождения. Учился на естественном отделении физико-математического факультета Петербургского университета, окончил его в 1914 году. Принимал участие в организации ботанического кружка, ведомого В. Л. Комаровым. Затем работал в Петербургском ботаническом саду под руководством А. А. Еленкина, выделил и описал несколько подвидов и форм лишайников. В 1913—1916 Крейер изучал луга и болота Белоруссии.
В 1916 году Георгий Карлович Крейер решил начать изучение лекарственных растений, организовал в Могилёве плантацию. В 1930 году она была преобразована в опытную станцию. С 1926 года Крейер работал во Всесоюзном институте прикладной ботаники и новых культур, занимался организацией исследований в области лекарственных растений, работал на станциях в Павловске, Майкопе, Сухуми, Гагре, Пицунде.
Георгий Карлович был автором свыше 60 научных трудов в советских и иностранных журналах. Также он печатал статьи о лекарственных растениях и витаминах в детских журналах. В 1936 году дирекция ВИРа выдвинула кандидатуру Г. В. Крейера на соискание степени доктора биологических наук на основании его научных трудов, однако он отказался, решил приступить к написанию диссертации через несколько лет.
С началом Великой Отечественной войны Крейер был бойцом ПВХО, выступал перед ранеными в госпиталях. 11 января 1942 года скончался в блокадном Ленинграде.

## Некоторые научные публикации
- Крейер Г. К. Лекарственная валериана Valeriana officinalis L. Европы и Кавказа: (Ботанико-систематический очерк) // Тр. по прикладной ботан., генетике и селекции. — 1929—1930. — Т. 23. — С. 3—260.
- Крейер Г. К., Пашкевич В. В. Культура лекарственных растений. — Л.—М., 1934. — 270 с.

## Виды растений, названные в честь Г. К. Крейера
- Valeriana kreyeriana Sumnev., 1936